# Estación de Alcácer do Sal
La Estación Ferroviária de Alcácer do Sal, también conocida por Estación de Alcácer do Sal, es una plataforma de la Línea del Sur, que sirve a la localidad de Alcácer do Sal, en el Distrito de Setúbal, en Portugal.

## Características

### Vías y plataformas
En enero de 2011, disponía de dos vías de circulación, con 621 y 586 metros de longitud; las plataformas tenían ambas 120 metros de extensión, y presentaban 40 y 35 centímetros de altura.

### Localización y accesos
Esta plataforma tiene acceso por la Avenida de la Estación Ferroviaria, en la localidad de Alcácer do Sal.

## Historia
La construcción de una estación, insertada en la Línea del Sado, que sirve a Alcácer do Sal, fue primero referida en el Plan de la Red al Sur del Tajo, documento fechado el 6 de octubre de 1898 que debía orientar a todas las empresas ferroviarias en esta región. La primera estación en esta localidad fue una provisional, en el margen Sur del Río Sado, que entró en servicio el 14 de julio de 1918, y que estaba insertada en la línea hasta Garvão.
El concurso público para la estación definitiva fue abierto el 16 de enero de 1917, por los Ferrocarriles del Estado; esta plataforma fue inaugurada el 25 de mayo de 1920, junto con el tramo hasta Setúbal, completando, así, la Línea del Sado.
En 1926, la comisión administrativa de la Cámara Municipal de Alcácer do Sal pidió al Consejo de Administración de la compañía de los Ferrocarriles del Estado que a esta se le entregase la ruta de acceso a la estación, y, en 1933, la Comisión Administrativa del Fondo Especial de Ferrocarriles aprobó obras para el abastecimiento de agua y la instalación de una báscula de 40 toneladas en esta estación.